# 대한민국 감사원
감사원(監査院, 영어: Board of Audit and Inspection, BAI)은 국가의 세입·세출의 결산, 국가 및 법률이 정한 단체의 회계검사와 행정기관 및 공무원의 직무를 감찰하는 대한민국의 중앙행정기관이다. 원장은 부총리급 정무직공무원으로, 감사위원·사무총장은 차관급 정무직공무원으로, 사무차장·공직감찰본부장·국민감사본부장·기획조정실장은 고위감사공무원단에 속하는 일반직공무원으로 보한다.

## 소관 사무
- 국가의 세입·세출의 결산검사
- 「감사원법」 및 다른 법률에서 정하는 회계에 대한 상시 검사·감독
- 행정기관 및 공무원의 직무 감찰

## 역사
한국의 감사제도가 문헌상 처음 나타난 것은 신라 시대이다. 중앙관청의 하나인 사정부에서 백관의 기강 등을 규찰하는 업무를 담당했으며, 고려 시대에는 어사대, 조선 시대에는 사헌부가 그 역할을 하였다. 조선 시대에는 암행어사라는 독특한 제도도 존재했다. 대한민국 정부가 수립된 뒤에는 국가의 수입·지출에 대한 결산검사를 담당하는 심계원과 공무원에 대한 감찰을 담당하는 감찰위원회가 그 역할을 담당하였다. 이후 두 기관을 통합하여 감사원을 두었다. 유신헌법에서 국회의 국정감사권을 폐지하면서 감사원을 활용토록 하였는데, 이는 제5공화국 헌법에서도 답습되었다가 현행 헌법으로의 개헌과 함께 국정감사권이 부활되었으나 감사원은 유지되었다. 감사원의 법적 근거는 「감사원법」에서 비롯되었지만, 「국가재건비상조치법」(국가재건최고회의령 제0호, 1963년 1월 26일 시행) 제19조의2에서 설치근거가 먼저 마련되어 있었다. 1965년 6월에는 INTOSAI(en:International Organization of Supreme Audit Institutions)에, 1979년 5월에는 ASOSAI에 가입하였다.

### 연혁
- 1948년 7월 17일: 대통령 소속으로 감찰위원회 설치.[5]
- 1948년 12월 4일: 대통령 소속으로 심계원 설치.[6]
- 1955년 2월 7일: 감찰위원회를 폐지하고 감찰원을 설치.[7]
- 1955년 3월 7일: 대통령 소속으로 사정위원회 설치.[8]
- 1960년 7월 1일: 감찰원을 감찰위원회로 개편.[9]
- 1960년 9월 1일: 사정위원회 폐지.[10]
- 1963년 3월 20일: 심계원과 감찰위원회를 감사원으로 통합.[11]
- 1971년 4월: 서울시 삼청동으로 청사 이전.

## 지위

### 헌법 기관
헌법에 의해 설치되고, 권한이 부여된 헌법 기관이다.

### 대통령 소속기관
대통령 소속의 중앙행정기관이다. 이때의 대통령은 행정수반이 아닌 국가원수로서의 대통령이다.

### 정치적 독립
대통령에 소속되어 있지만 그 직무에 대해서 대통령은 간섭할 수 없으며 감사원 소속 공무원의 임면이나 조직·예산 편성에 있어서는 감사원의 독립성이 존중된다.
또한 감사원장의 임명에는 국회의 동의를 필요로 하며, 감사위원은 탄핵이나 중형을 선고받지 않는 이상 강제로 면직되지 않으며, 일정한 직무의 겸직이나 정당에 가입 또는 정치 운동 등이 금지되어 있다.

### 합의제 기관
감사원은 감사원장을 포함한 감사위원들로 구성되는 감사위원회의에서 업무를 처리하는 합의제 기관이다. 이는 감사원의 신중성과 공정성에 중점을 둔 것으로 합의제 기관인 감사원의 감사 업무의 합의에 관한 한 감사원장과 감사위원은 법적으로 동등한 지위를 갖는다.

## 기능
감사원은 국가의 결산심사권과 회계검사권, 법률이 정하는 단체의 회계검사권을 가지며, 국가의 세입과 세출의 결산을 매년도마다 검사하여 대통령과 국회에 보고하여야 한다.
감사원은 국가, 지방자치단체, 한국은행, 국가 또는 지방자치단체가 자본금의 1/2 이상을 출자한 법인의 회계를 검사하며, 그 외에도 법률에 따라 회계검사를 받도록 규정된 단체도 있다.
또한 필요하다고 인정하거나 국무총리의 요구가 있는 때에는 다음의 사항에 대해 검사할 수 있다.
1. 국가기관 또는 지방자치단체 외의 자가 국가 또는 지방자치단체를 위하여 취급하는 국가 또는 지방자치단체의 현금·물품 또는 유가증권의 출납
2. 국가 또는 지방자치단체가 직접 또는 간접으로 보조금·장려금·조성금 및 출연금 등을 교부(交付)하거나 대부금 등 재정 원조를 제공한 자의 회계
3. 2번에 규정된 자가 그 보조금·장려금·조성금 및 출연금 등을 다시 교부한 자의 회계
4. 국가 또는 지방자치단체가 자본금의 일부를 출자한 자의 회계
5. 4번 또는 국가나 지방자치단체가 자본금의 2분의 1 이상을 출자한 법인의 회계
6. 국가 또는 지방자치단체가 채무를 보증한 자의 회계
7. 「민법」 또는 「상법」 외의 다른 법률에 따라 설립되고 그 임원의 전부 또는 일부나 대표자가 국가 또는 지방자치단체에 의하여 임명되거나 임명 승인되는 단체 등의 회계
8. 국가, 지방자치단체, 2번부터 6번까지 또는 국가나 지방자치단체가 자본금의 2분의 1 이상을 출자한 법인, 다른 법률에 따라 감사원의 회계검사를 받도록 규정된 단체와 계약을 체결한 자의 그 계약에 관련된 사항에 관한 회계
9. 「국가재정법」 제5조[내용 1]의 적용을 받는 기금을 관리하는 자의 회계
10. 9번에 따른 자가 그 기금에서 다시 출연 및 보조한 단체 등의 회계

감사원은 행정부로부터 독립하여 행정기관과 행정부 소속 공무원의 비위를 직무감찰하는 기관이다. 직무감찰권에는 비위 적발에 관한 비위감찰권만 아니라 공무원의 근무 평정 또는 행정관리의 적부심사 분석과 그 개선 등에 관한 행정감찰권까지 포함된다.

## 조직
감사원은 원장을 포함하여 감사위원 7명으로 구성한다. 원장은 국회의 동의를 받아 대통령이 임명하고 위원은 원장의 제청으로 대통령이 임명한다.
감사위원회의는 위원 전원이 참여하며 원장이 의장을 맡는다. 특정한 감사 업무에 속하는 의안을 심의하기 위해 위원 3명으로 구성된 분과위원회를, 변상 책임 판정, 재심의, 징계 및 문책 처분 요구, 심사 청구 결정 사항 등에 대한 사전 심의를 위해 위원 3명으로 구성된 소위원회 2개를 둘 수 있다. 위원회의와 위원회는 재적위원 과반수의 찬성으로 의결한다. 원장의 지휘·감독 하에 회계검사, 감찰, 심사결정 및 행정사무를 처리하기 위해 사무처를 둔다.
| 국                         | 담당관실·과                                                      |
| 원장 산하 하부조직         | 원장 산하 하부조직                                               |
| -------------------------- | ---------------------------------------------------------------- |
| 원장비서실                 |                                                                  |
| 사무총장 산하 하부조직     |                                                                  |
| 감찰관실                   | 감찰담당관실                                                     |
| 대변인실                   | 홍보담당관실                                                     |
|                            | 인사혁신과ㆍ운영지원과                                           |
| 제1사무차장 산하 하부조직  |                                                                  |
| 재정·경제감사국            | 1과ㆍ2과ㆍ3과ㆍ4과ㆍ결산검사과                                   |
| 산업·금융감사국            | 1과ㆍ2과ㆍ3과ㆍ4과                                               |
| 국토·환경감사국            | 1과ㆍ2과ㆍ3과ㆍ4과ㆍ5과                                          |
| 공공기관감사국             | 1과ㆍ2과ㆍ3과ㆍ4과                                               |
| 제2사무차장 산하 하부조직  |                                                                  |
| 사회·복지감사국            | 1과ㆍ2과ㆍ3과ㆍ4과ㆍ5과                                          |
| 행정·안전감사국            | 1과ㆍ2과ㆍ3과ㆍ4과                                               |
| 외교·국방감사국            | 1과ㆍ2과ㆍ3과ㆍ국제기구감사과                                    |
| 미래전략감사국             | 1과ㆍ2과ㆍ3과                                                    |
| 공직감찰본부 산하 하부조직 |                                                                  |
| 특별조사국                 | 1과ㆍ2과ㆍ3과ㆍ4과ㆍ5과                                          |
| 지방행정감사1국            | 1과ㆍ2과ㆍ3과ㆍ4과                                               |
| 지방행정감사2국            | 1과ㆍ2과ㆍ3과                                                    |
| 지방행정감사3국            | 1과ㆍ2과ㆍ3과                                                    |
| 국민감사본부 산하 하부조직 |                                                                  |
| 국민제안감사1국            | 1과ㆍ2과ㆍ3과ㆍ4과                                               |
| 국민제안감사2국            | 1과ㆍ2과ㆍ3과                                                    |
| 공공감사지원국             | 감사정책과ㆍ감사운영심사과ㆍ적극행정지원과                       |
| 심사관리관실               | 1담당관실ㆍ2담당관실                                             |
| 기획조정실 산하 하부조직   |                                                                  |
|                            | 기획담당관실ㆍ감사전략담당관실ㆍ국제협담당관실                   |
| 심의실                     | 법무담당관실ㆍ심의지원담당관실ㆍ재심의담당관실ㆍ감사품질담당관실 |
| 디지털감사지원관실         | 감사담당관실ㆍ혁신담당관실ㆍ정보시스템운영담당관실               |

### 소속기관
- 감사교육원
- 감사연구원

## 정원
감사원에 두는 공무원의 정원은 다음과 같다.
| 총계      | 총계              | 1,011명 |
| --------- | ----------------- | ------- |
| 정무직 계 | 정무직 계         | 8명     |
|           | 원장              | 1명     |
|           | 감사위원          | 6명     |
|           | 사무총장          | 1명     |
|           |                   |         |
| 일반직 계 | 일반직 계         | 1,003명 |
|           | 고위감사공무원단  | 26명    |
|           | 3급 이하 5급 이상 | 539명   |
|           | 6급 이하          | 422명   |
|           | 전문경력관        | 16명    |

## 재정
총수입·총지출 기준 2023년 재정 규모는 다음과 같다.
| 구분     | 세입예산      | 작년 대비 증감 |
| -------- | ------------- | -------------- |
| 일반회계 | 6억 3900만 원 | -10.75%        |
|          |               |                |
| 합계     | 6억 3900만 원 | -10.75%        |

| 구분     | 구분     | 세출예산         | 작년 대비 증감 |
| -------- | -------- | ---------------- | -------------- |
| 일반회계 | 일반행정 | 1373억 8100만 원 | +0.79%         |
|          |          |                  |                |
| 합계     | 합계     | 1373억 8100만 원 | +0.79%         |

## 논란
2007년 쌀 직불금 감사 이후 직불금 부당수령 의심 명단을 공개하지 않고 폐기한 배경을 둘러싸고 논란이 있었다.
감사원은 다른 행정기관과는 다른 별도의 인사·조직 체계를 구성하고 있어 사무처의 장인 사무총장은 내부에서 승진한다. 따라서 외부인으로 임명되는 감사원장보다 내부 사정에 더 밝은데, 이로 인해 사무총장이 보다 강한 권력을 쥐고 있어 실제 감사원을 좌지우지하는 것은 감사원장이 아니라는 비판이 있다. 또한 정무직이고 국회의 동의가 필요한 감사원장은 올려놓기만 하고 정권의 입맛에 맞는 인물을 사무총장 자리에 앉혀 사실상 청와대가 감사원을 장악하는 수단으로도 악용되고 있다는 비판도 있다.

## 같이 보기
- 감사원장
- 감사위원
- 감사원 사무총장
- 감사원 사무차장

### 내용주
1. ↑  ① 기금은 국가가 특정한 목적을 위하여 특정한 자금을 신축적으로 운용할 필요가 있을 때에 한하여 법률로써 설치하되, 정부의 출연금 또는 법률에 따른 민간부담금을 재원으로 하는 기금은 별표 2에 규정된 법률에 의하지 아니하고는 이를 설치할 수 없다. ② 제1항의 규정에 따른 기금은 세입세출예산에 의하지 아니하고 운용할 수 있다.

### 참조주
1. 1 2  「감사원법」 제3조 및 「감사원사무처 직제」 별표 1
2. 1 2  기획재정부. “열린재정 > 재정연구분석 > 재정분석통계 > 예산편성현황(총수입)”. 《열린재정》. 2023년 3월 1일에 확인함.
3. 1 2  기획재정부. “열린재정 > 재정연구분석 > 재정분석통계 > 세목 예산편성현황(총지출)”. 《열린재정》. 2023년 3월 1일에 확인함.
4. ↑  대한민국 감사원. “걸어온 길”. 《감사원 홈페이지》. 2017년 8월 30일에 원본 문서에서 보존된 문서. 2017년 8월 30일에 확인함.
5. ↑  법률 제1호
6. ↑  법률 제12호
7. ↑  법률 제354호
8. ↑  대통령령 제1017호
9. ↑  법률 제552호
10. ↑  국무원령 제68호
11. ↑  법률 제1286호
12. ↑  박병수; 최익림 (2008년 10월 21일). “도대체 왜 명단을 폐기했을까?”. 《한겨레》. 2008년 10월 22일에 확인함.
13. ↑  이정호 (2013년 8월 29일). “'정권 심복'인 사무총장에 휘둘리는 감사원… 원장은 '과객'”. 《한국경제》. 2017년 8월 30일에 원본 문서에서 보존된 문서. 2014년 2월 9일에 확인함.